# Строфарія зморшкувато-кільцева
Строфа́рія зморшкува́то-кільце́ва, кільцевик (Stropharia rugosoannulata) — вид грибів родини строфарієвих.

## Назва
В англійській мові має назву «винно-шапинкова строфарія» (англ. wine cap stropharia), «садовий гігант» (англ. garden giant), «бургундський гриб» (англ. burgundy mushroom), «королівська строфарія» (англ. king stropharia). В Японії відома під назвою «сакетсубатаке» (saketsubatake).

## Будова
Колір шапинки варіюється від сіро-коричневого до каштаново-червоного. Колір пластинок від сіро-блакитного у молодих плодових тіл до чорно-фіолетових у зрілих. Діаметр шапинки в середньому 8-10 см, інколи досягає 25 см. Ніжка жовтувато-сіра, з подвійним кільцем, верхній шар якого гофрований, від чого походить назва. Гриби великі, маса одного може досягати 1 кг.

## Поширення та середовище існування
Зростає у Європі, Азії та обох Америках.

## Галерея

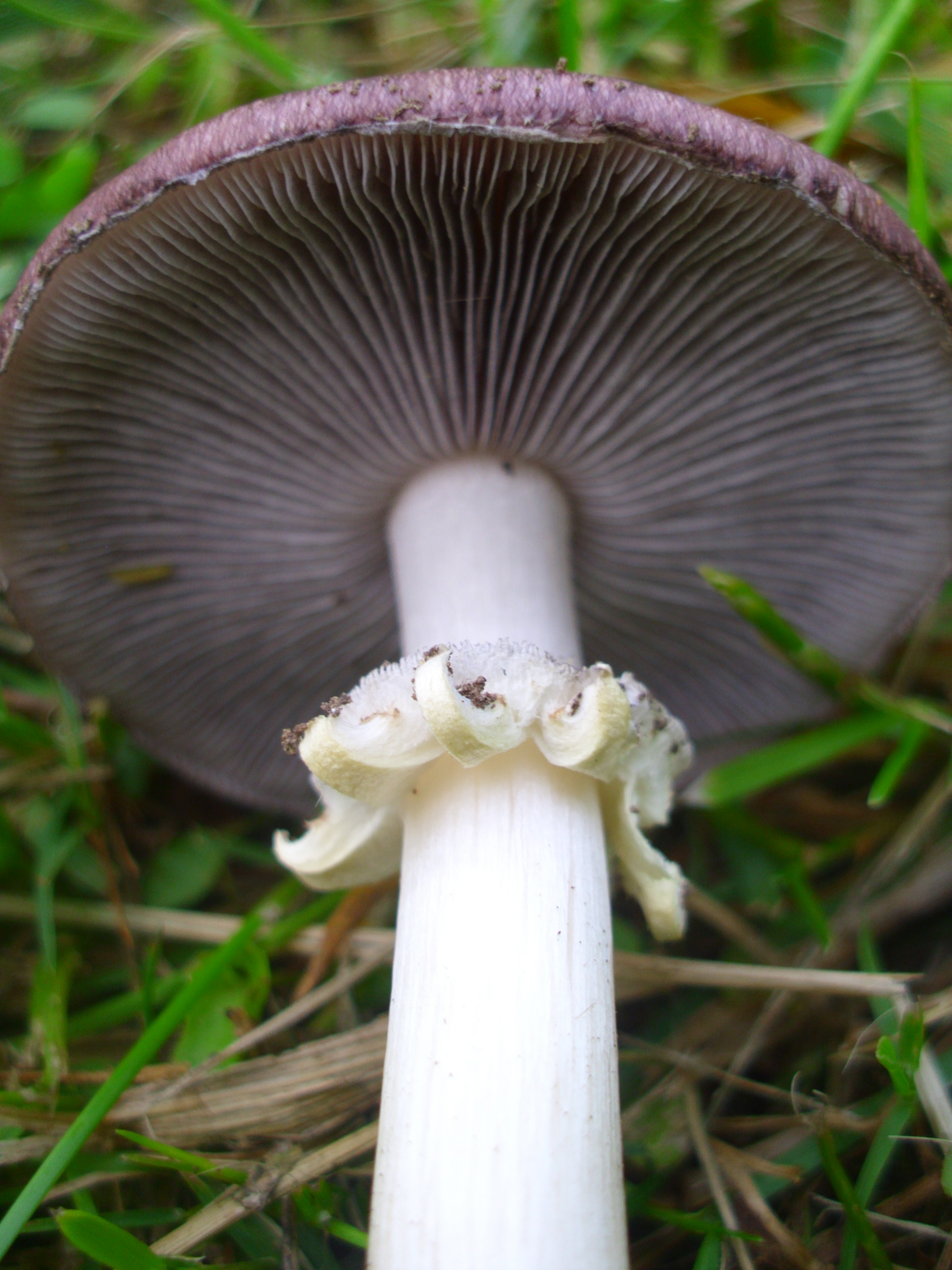
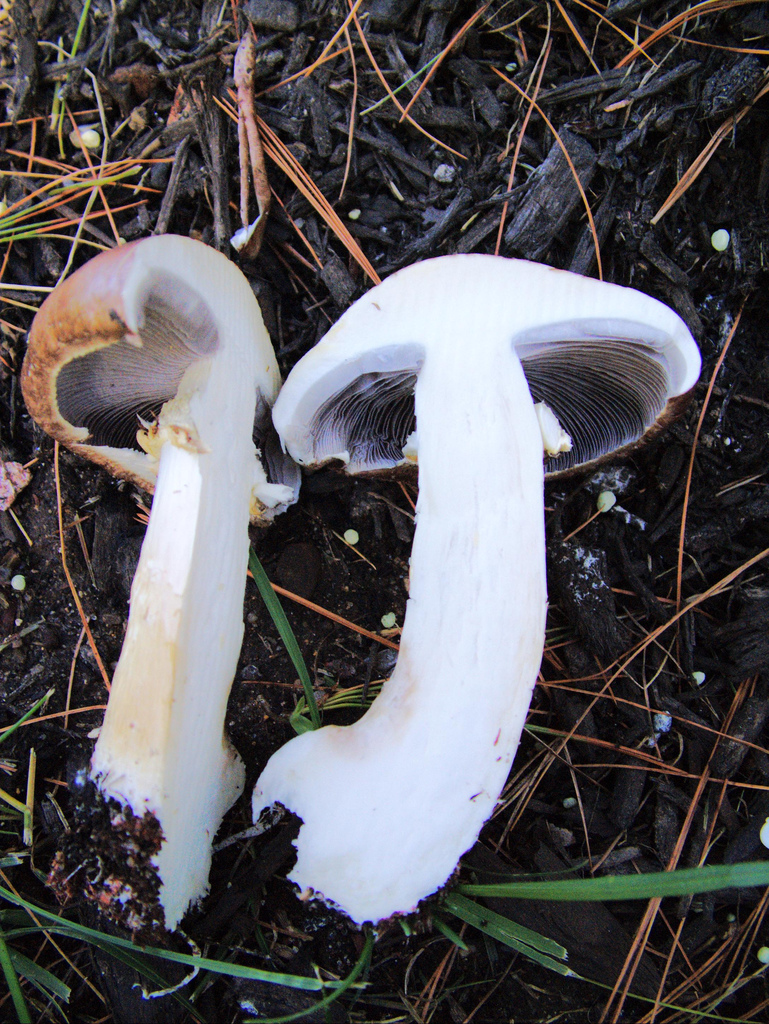
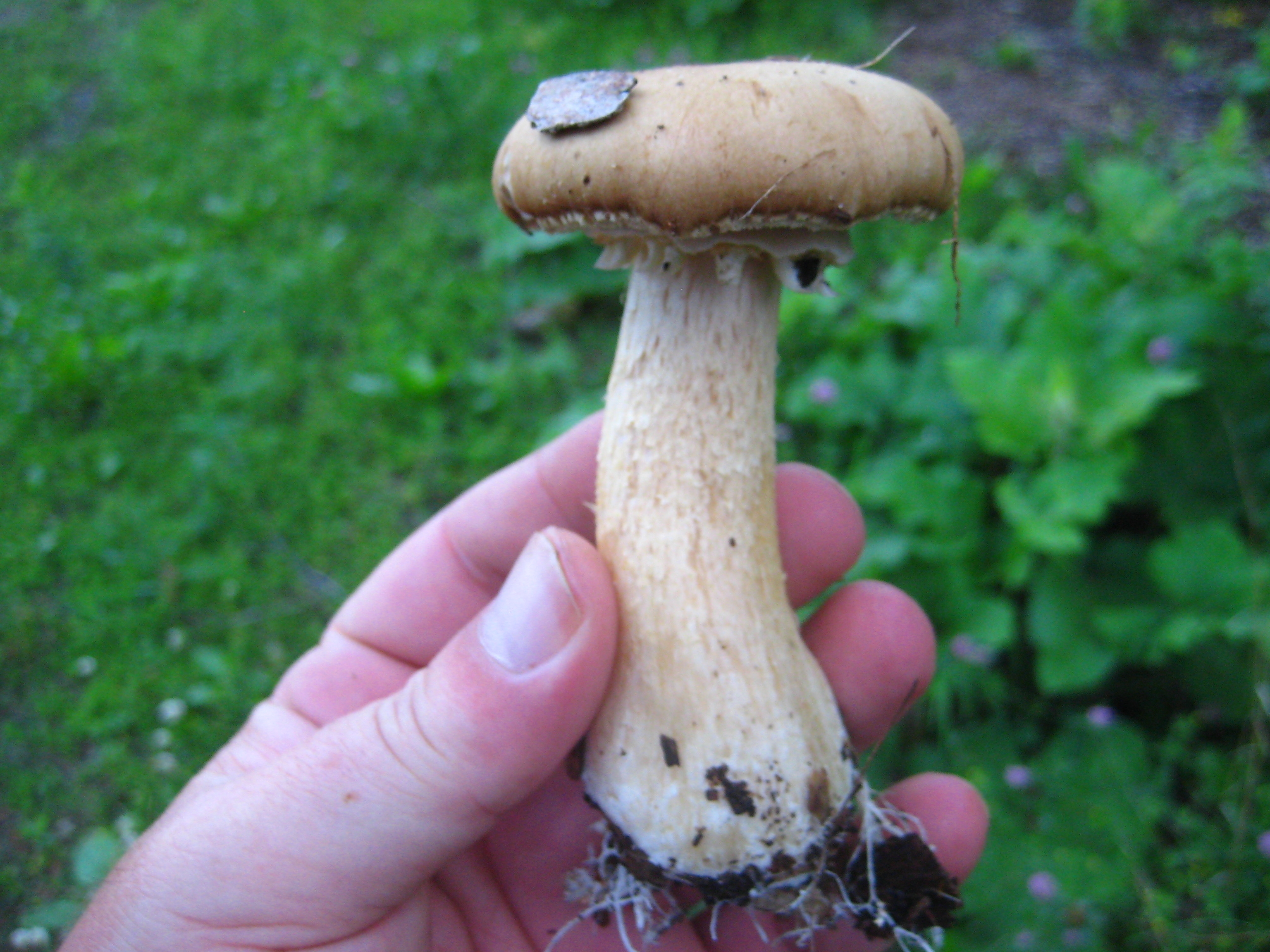
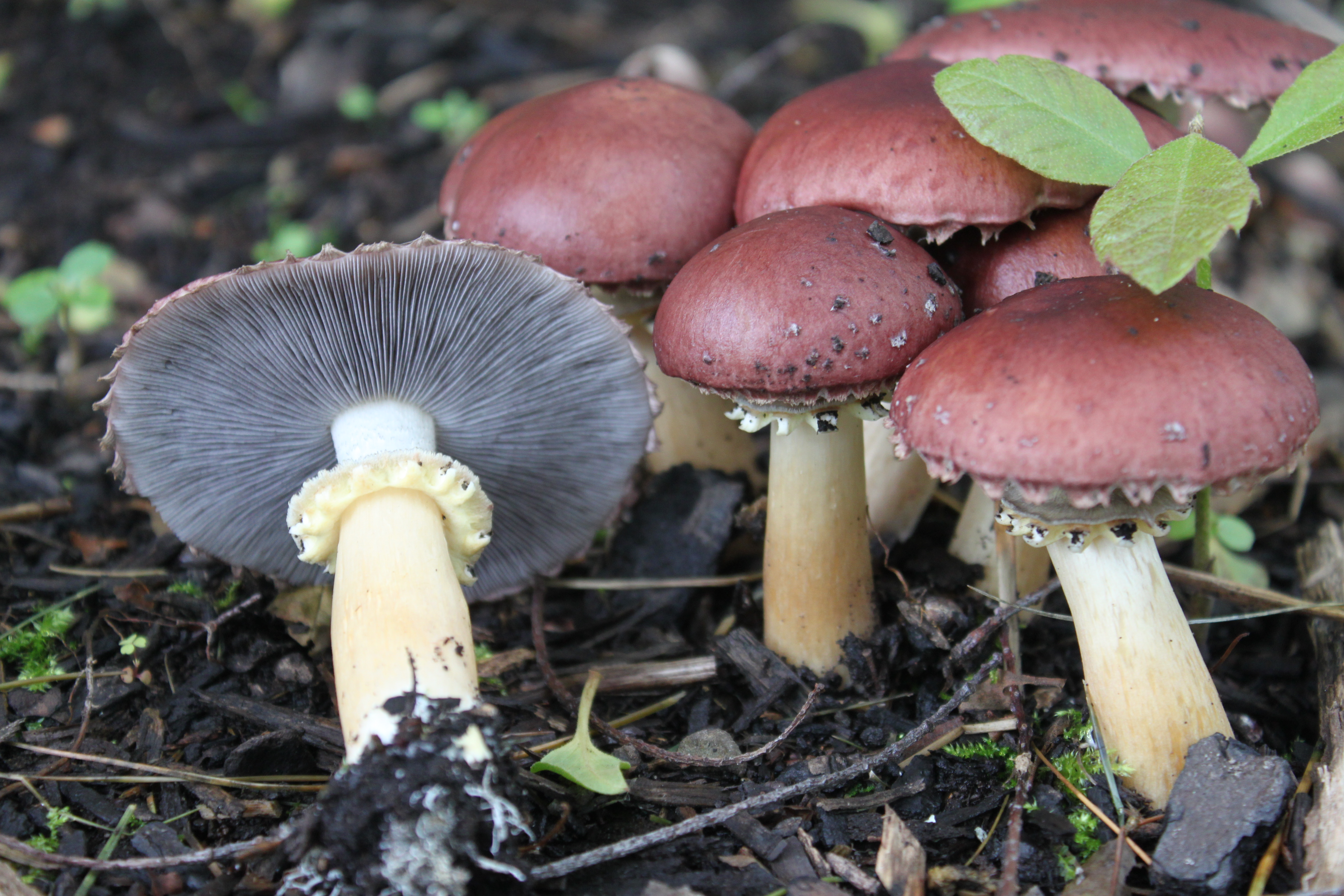

## Практичне використання
Їстівний гриб. Смак приємний.
Активно культивується з 1969 року. Перші досліди з цим грибом показали його переваги над іншими — його можна вирощувати на дешевих субстратах: соломі, відходах виробництва льону. Вирощувати можна відразу без компостування. Він витривалий до високої температури та сухості повітря, тому можна вирощувати навіть під відкритим небом. Середній врожай 3-4 кг/м².